# Brachythele speculatrix
Brachythele speculatrix är en spindelart som beskrevs av Kulczynski 1897. Brachythele speculatrix ingår i släktet Brachythele och familjen Nemesiidae. Inga underarter finns listade.